# Строево (Орловская область)
Строево — деревня в Хотынецком районе Орловской области России. Входит в состав Хотимль-Кузмёнковского сельского поселения.

## История
В 1974 г. в состав деревни Дудкино включен посёлок Строево.
В 2005 году постановлением Правительства РФ деревня Дудкино переименована в Строево, в честь уроженца деревни Егора Строева.

## Население
| 2010 |
| ---- |
| 11   |